# San Francesco appare a Gregorio IX
San Francesco appare a Gregorio IX è la venticinquesima delle ventotto scene del ciclo di affreschi delle Storie di san Francesco della Basilica superiore di Assisi, attribuiti a Giotto. Fu dipinta verosimilmente tra il 1295 e il 1299 e misura 230x270 cm.

## Descrizione e stile
Questo episodio appartiene alla serie della Legenda maior (Mir. I,2) di san Francesco: "Dubitando alquanto il santo papa Gregorio della piaga del costato, gli disse in sogno il beato Francesco: «Dammi una fiala vuota». E, come gliela diede, la si vide riempire dal sangue del costato."
La scena del sogno si svolge in una stanza verosimile, coperta da preziosi apparati. La costruzione spaziale non è perfettamente centrata, un dettaglio che venne poi sviluppato in opere giottesche successive. Il santo, con un gesto molto eloquente, appare a Gregorio IX dormiente, ne prende la mano e lo invita a toccare le stimmate sul costato che scopre con l'altra mano. Molto realistico è il baldacchino teso da corde e precisa è la resa dei cassettoni del soffitto.
L'esecuzione pittorica è quasi interamente riferita ad aiuti del capobottega, forse con un intervento consistente del Maestro della Santa Cecilia, autore delle ultime tre scene del ciclo.